# Un diamant pentru fiecare
Un diamant pentru fiecare este un film românesc din 1984 regizat de Luiza Ciolac.